# Бенедикт VIII
Бенедикт VIII (лат. Benedictus PP. VIII; в миру Теофилакт II Тускулумский, итал. Teofilatto dei Conti di Tuscolo; ок. 980 — 9 апреля 1024, Рим) — Папа Римский с 18 мая 1012 года по 9 апреля 1024 года. Короновал императором Священной Римской империи Генриха II Святого. Боролся с набегами сарацин и всесильем рода Кресцентиев в самой Папской области. 
Со времени его понтификата стало обычаем менять при избрании в папы имя. Впервые включил добавку филиокве в Символ веры церкви, получившей впоследствии наименование католической.

## Происхождение
Теофилакт был сыном Григория I, графа Тускулумского. К этому роду принадлежали в будущем также папы Иоанн XIX, Бенедикт IX, Бенедикт X и, возможно, предшественники Теофилакта, папы Адриан I, Адриан III и Сергий III. До принятия сана у Теофилакта родился сын Джованни.

## Избрание
После смерти Сергия IV два крупнейших римских рода - Тусколо и Кресцентии - схлестнулись в борьбе за его преемника. Кресцентии, который уже возводили на папский престол Иоанна XVII, Иоанна XVIII и Сергия IV, выдвинули кандидатуру римского священника Григория.
18 мая глава рода Кресцентии Джованни III умер. и семья осталась без предводителя. Этим воспользовались Тусколо и возвели Феофилакта II на папский престол под именем Бенедикта VIII.

## Против Кресцентии и Григория VI
Бенедикт VIII провел первые два месяца своего понтификата в попытках снизить влияние Кресцентии на жизнь города. Кресцентии стали готовиться к вооруженной борьбе и удалились в свои укрепления в Кампании.
Антипапа Григорий VI, высланный из Рима, отправился в Германию, чтобы найти поддержку у Генриха II Святого. Однако император уже признал папой римским Бенедикта. Два года спустя, 14 февраля 1014 года, Бенедикт короновал Генриха императором римлян в базилике Святого Петра. После этой коронации в символе веры, принятом в Римской церкви, окончательно закрепилось «filioque».
После императорской коронации папа начал укреплять свои позиции в Риме. Младший из трех братьев, Бенедикт поручил заботу об управлении Римом своему старшему брату Романо (будущему папе Иоанну XIX). Своего отца Григория он назначил «морским префектом». Кресцентии, таким образом, оказались не у дел.

## Отношения с императором Священной Римской империи
Бенедикт VIII обратился за помощью к императору, чтобы разрешить конфликт на юге полуострова. В начале XI века Византийская империя все еще имела владения в Южной Италии. После подавления византийцами восстания в Бари глава мятежников, аристократ Мело бежал в Капую, где получил поддержку папы, оспаривавшего юрисдикцию Константинополя над приходами юга Италии. Бенедикт рассчитывал нанять для Мело нормандских воинов, но это не удалось. Тогда папа обратился за помощью к Генриху II, который в 1021 году пересек Альпы и изгнал византийского военачальника Бойоанна.

## Защита от сарацин
В X-XI веках Средиземноморье страдало от рейдов мусульманских пиратов, более известных как сарацины. В 846 году пираты разграбили две базилики в Риме, а затем продолжили рейд, пока по инициативе папы Иоанна VIII не были разгромлены у берегов Чирчео в 877 году. В 1016 году папа Бенедикт занялся отражением нового пиратского рейда: сарацины во главе с Муджахидом сожгли Пизу. Папа встал во главе папских войск и одержал победу, которая была подкреплена успехом пизанско-генуэзского флота во главе с отцом папы, Григорием, у берегов Сардинии.

## Управление Церковью
Во время своего понтификата Бенедикт был чрезвычайно активен в борьбе против пороков церкви. После провала попытки созвать вселенский собор в 1018 году папа организовал синод в Равенне, где с согласия императора принял ряд актов против симонии и конкубината священников.
В 1020 году Бенедикт VIII отправился в Германию для переговоров с Генрихом II о новой византийской угрозе в Меццоджорно. Прибыв в Бамберг на Пасху, он освятил там новый собор, получил грамоту от Генриха II, подтверждавшую пожертвования Карла Великого и Оттона Великого папскому престолу, и посетил Фульдское аббатство.
Бенедикт VIII в 1022 году вместе с Генрихом II созвал собор в Павии, где были сформулированы указания по реформе духовенства. Было особо подчеркнуто распоряжение о безбрачии священников, данное папой Сирицием (385). Нарушителей целибата было предписано лишать сана.